# つつじ台公園
つつじ台公園（つつじだいこうえん）は、神奈川県厚木市にある都市公園（街区公園）である。

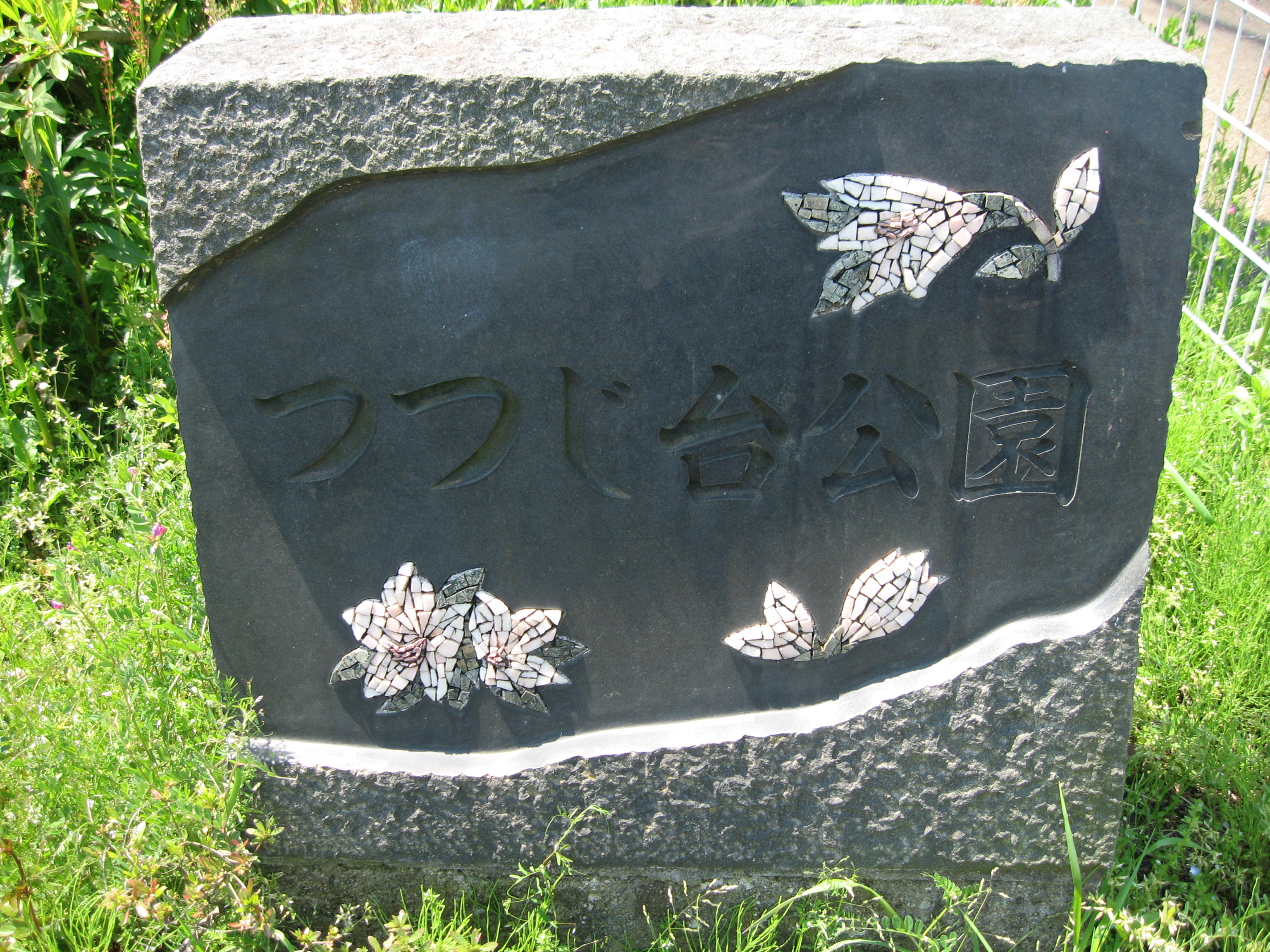
公園標。公園の名前にちなんで、ツツジがあしらわれている(2007年4月30日撮影)

## 概要
この場所には昔から多くのツツジが咲いており、「つつじ台」と呼称されていた。そこに建造された公園であることからこの名称になった。
遊具には、砂場、ローラー滑り台、ブランコ、アスレチックなど、子供が楽しめる要素が多く含まれているほか、木製のテーブルや芝生など、ピクニックでも使えるようなスペースがある。
また、周辺には獣道とも呼ばれそうな、細く勾配が急な坂がある。この坂は、近道として子供には多く利用されているが、勾配が急であるため、
高齢者はあまり使用しない。この道では、猪のものと見られる足跡が数多く確認されている。坂の上は小鮎中学校。

## 交通
神奈中
厚46系統 - 「学校前」停留所にて下車、徒歩すぐ。